# Opsterland
Opsterland (frizonă Opsterlân) este o comună în provincia Frizia, Țările de Jos. 

## Localități componente
Bakkeveen, Beetsterzwaag, Frieschepalen, Gorredijk, Hemrik, Jonkerslân, Langezwaag, Lippenhuizen, Luxwoude, Nij Beets, Olterterp, Siegerswoude, Terwispel, Tijnje, Ureterp, Wijnjewoude.